# Cheumatopsyche admetos
Cheumatopsyche admetos är en nattsländeart som beskrevs av Malicky och Chantaramongkol 1996. Cheumatopsyche admetos ingår i släktet Cheumatopsyche och familjen ryssjenattsländor. Inga underarter finns listade i Catalogue of Life.